# Thule (Groß Lassowitz)
Thule, polnisch Tuły, ist ein Dorf im polnischen Powiat Kluczborski der Woiwodschaft Oppeln. Es gehört zur zweisprachigen Gemeinde Gross Lassowitz.

## Geographie

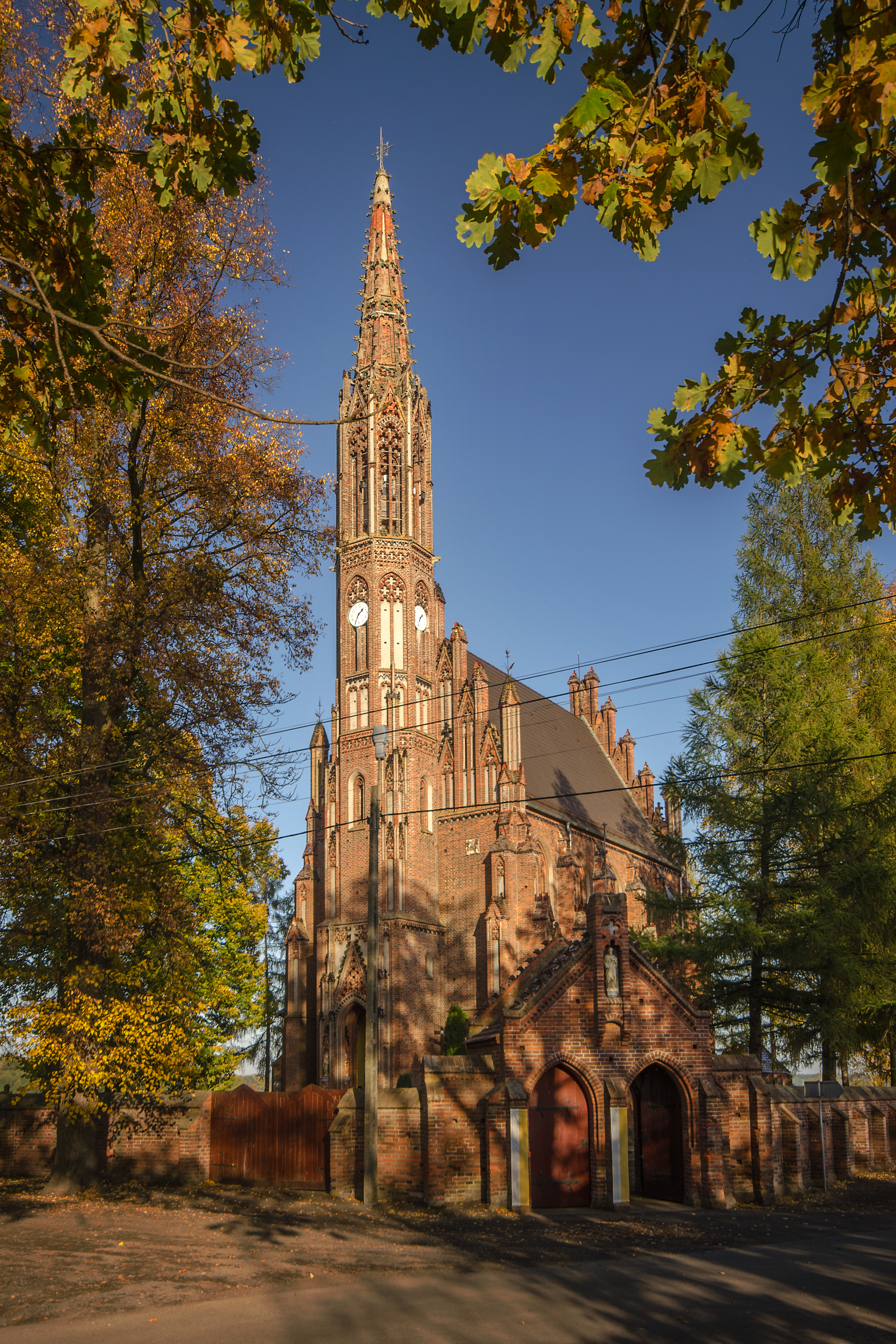
Pfarrkirche Maria Schmerzensmutter

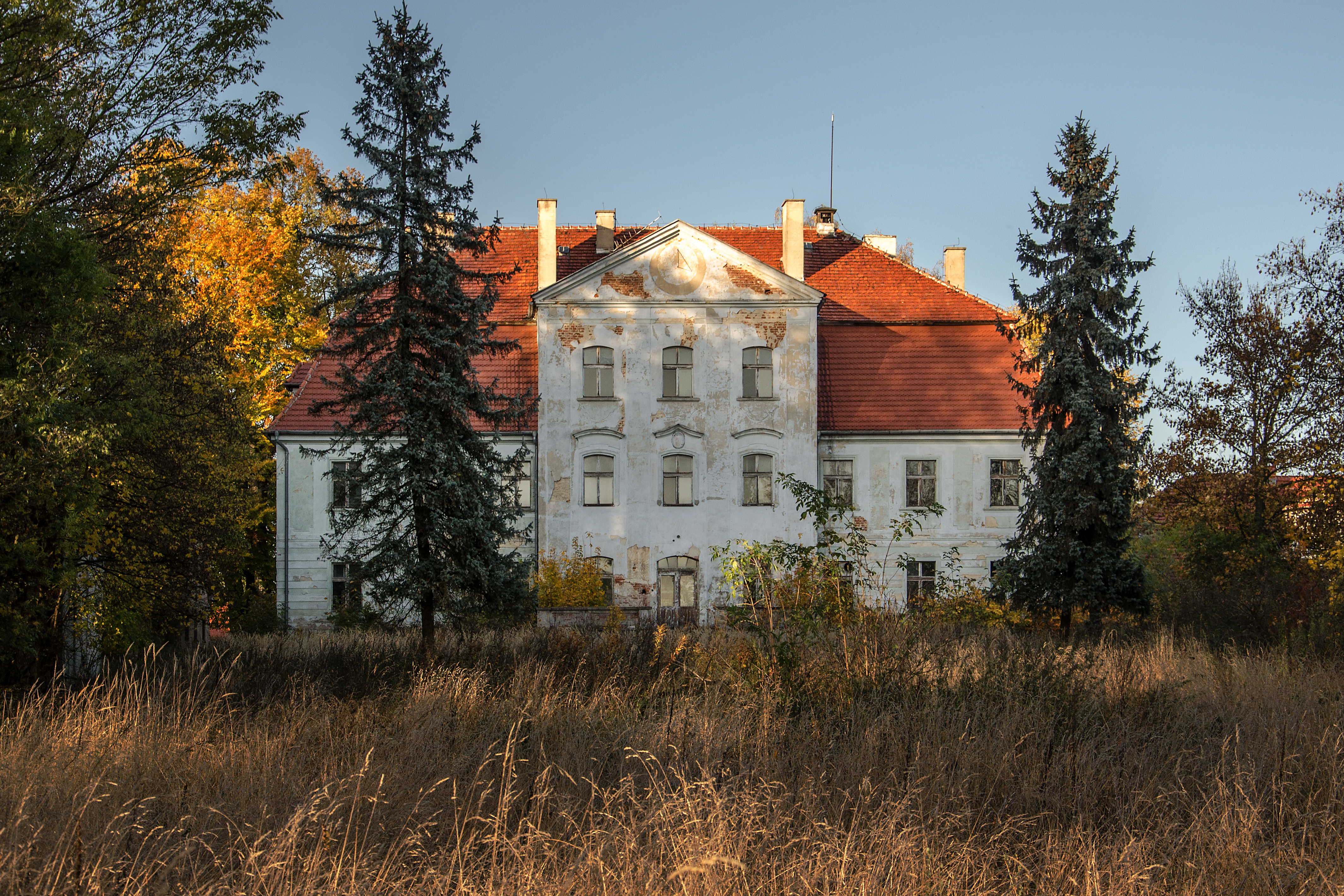
Schloss Thule

### Geographische Lage
Thule liegt im Nordwesten der historischen Region Oberschlesien. Das Dorf liegt sieben Kilometer westlich vom Gemeindesitz Groß Lassowitz, etwa vierzehn Kilometer südlich von der Kreisstadt Kluczbork (Kreuzburg) und rund dreißig Kilometer nordöstlich der Woiwodschaftshauptstadt Opole (Oppeln).
Thule liegt am Budkowitzer Bach (poln. Budkowiczanka), einem linken Nebenfluss des Stobers (poln. Stobrawa). Die Ortschaft liegt an der Bahnstrecke Jełowa–Kluczbork.

### Nachbarorte
Nachbarorte von Thule sind im Nordosten Marienfeld (poln. Oś), im Osten der Gemeindesitz Gross Lassowitz (Lasowice Wielkie) und Trebitschin (Trzebiszyn) und im Südwesten Laskowitz (Laskowice).

## Geschichte
Erstmals urkundlich erwähnt wurde das Dorf im Jahr 1300 im Liber fundationis episcopatus Vratislaviensis. Der Name leitet sich vom slawischen Wort Tuly ab und bedeutet in etwa Zufluchtsort.
1742 fiel Thule mit dem Großteil Schlesiens an Preußen.
Nach der Neuorganisation der Provinz Schlesien gehörte die Landgemeinde Thule ab 1816 zum Landkreis Rosenberg O.S. im Regierungsbezirk Oppeln. 1845 bestanden im Dorf ein Schloss, eine Schlosskapelle, ein Hochofen, ein Vorwerk und 32 weitere Häuser. Im gleichen Jahre lebten in Thule 417 Menschen, davon 26 evangelisch und elf jüdisch. Zwischen 1854 und 1857 wurde im Dorf die katholische Kirche Maria Schmerzensmutter nach einem Entwurf des schlesischen Architekten Alexis Langer erbaut. Gestiftet wurde die Kirche vom Gutsherrn Eduard von Blacha. Am 5. Juni 1858 wurde Thule zum Pfarrsitz erhoben. Zuvor war das Derf nach Groß Lassowitz eingepfarrt. Ab 1874 wurde der Amtsbezirk Thule gegründet, welcher aus den Landgemeinden Marienfeld und Thule und dem Gutsbezirk Thule bestand. Erste Amtsvorsteher war der Rittergutsbesitzer Baron von Fürstenberg in Thule.
Bei der Volksabstimmung in Oberschlesien am 20. März 1921 stimmten in Thule 132 Wahlberechtigte für einen Verbleib bei Deutschland und 25 für Polen, im Gutsbezirk waren es 174 für Deutschland und drei für Polen. Thule verblieb beim Deutschen Reich. 1925 lebten im Ort 567 Menschen. 1928 wurde der Gutsbezirk in die Landgemeinde Thule eingemeindet. 1933 hatte Thule 489 Einwohner. Am 1. April 1939 wurde Thule nach Kiefernwalde eingemeindet. Bis 1945 befand sich der Ort im Landkreis Rosenberg O.S.
1945 kam der bisher deutsche Ort Thule unter polnische Verwaltung und wurde in Tuły umbenannt und der Woiwodschaft Schlesien angeschlossen. Von 1945 bis 1975 befand sich der Ort im Powiat Oleski. 1950 kam der Ort zur Woiwodschaft Oppeln. 1999 kam der Ort zum Powiat Kluczborski. Seit dem 16. August 2010 trägt der Ort den deutschen Namen Thule als zusätzliche amtliche Ortsbezeichnung.

### Einwohnerentwicklung
Die Einwohnerzahlen von Thule:
| Jahr | Einwohner |
| ---- | --------- |
| 1724 | 233       |
| 1830 | 304       |
| 1844 | 417       |
| 1855 | 464       |
| 1861 | 504       |
| 1910 | 515       |
| 1925 | 567       |
| 1933 | 489       |

## Sehenswürdigkeiten

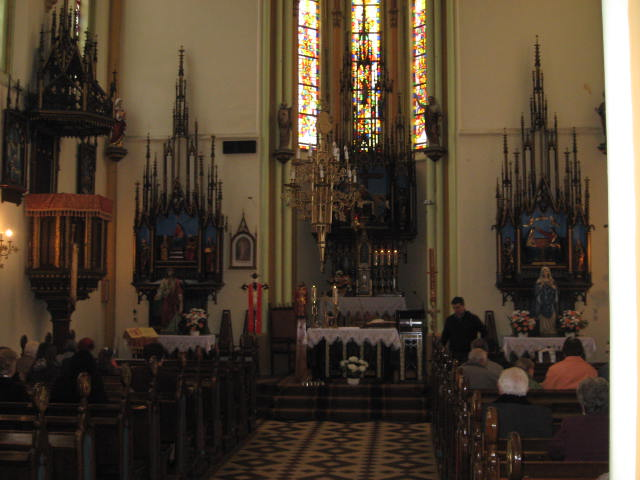
Innenraum der Pfarrkirche

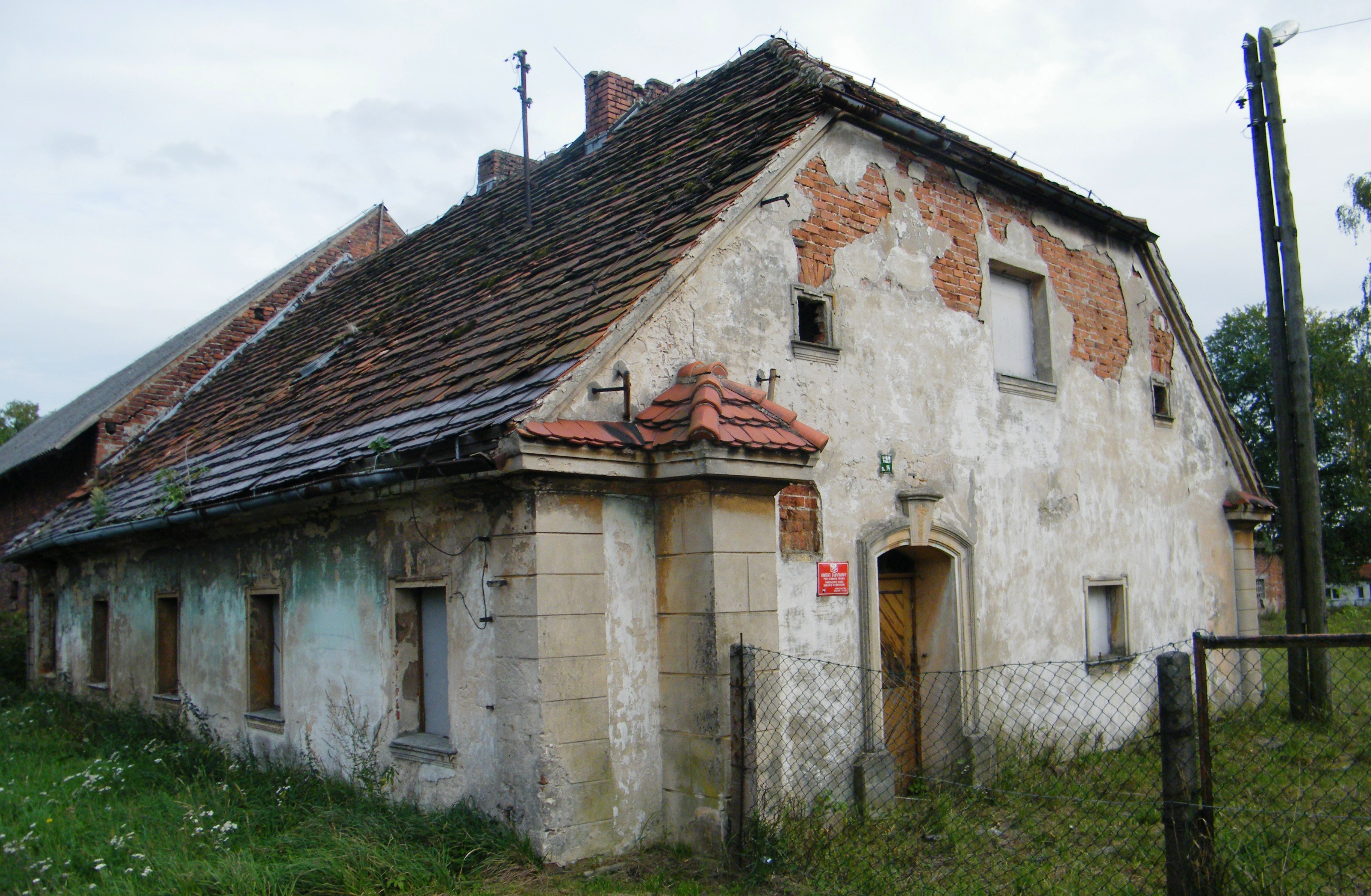
Wirtschaftsgebäude des Schlosses Thule

- Die römisch-katholische Pfarrkirche Maria Schmerzensmutter (poln. Kościół p.w. MB Bolesnej) wurde von 1854 bis 1857 nach Plänen des Architekten Alexis Langer im neogotischen Stil erbaut. Die Kirche besitzt ein netzgewölbtes Langhaus. Unter dem dreiseitig geschlossenen Chor befindet sich eine Gruft. An der Westseite befindet sich der markante Glockenturm mit quadratischen Grundriss, einem oktogonalen Aufsatz und einer aufwendig gestalteten Bekrönung. Die Kirche ist umgeben von einer Mauer mit Spitzbogenarkaden und einem neogotischen Eingangsportal. Auf dem Gelände befindet sich der Dorffriedhof sowie die Grabkapelle der Familie von Fürstenberg, welche 1871 erbaut wurde. 1964 wurde der Kirchengebäude samt Anlage unter Denkmalschutz gestellt.[10]
- Das barocke Schloss Thule wurde von der Gutsbesitzerfamilie von Blacha im 18. Jahrhundert erbaut. Zwischen 1856 und 1857 wurde das Gebäude unter Freiherr Franz Engelbert Philipp Hubert v. Fürstenberg umgebaut. Das zweigeschossige auf rechteckigen Grundriss besitzt ein Mansardenwalmdach. Am Giebel an der Nordfassade befindet sich das Wappen der Familie von Fürstenberg. An der Südfassade befindet sich am Dreiecksgiebel eine Sonnenuhr. Die Wirtschaftsgebäude rund ums Schloss stammen aus dem 19. Jahrhundert. Letzter Bewohner bis 1945 war Freiherr Engelbert Egon Hubertus Maria Alfred von Fürstenberg (* 20. April 1899). Das Schloss und der angrenzende Schlosspark wurden 1965 unter Denkmalschutz gestellt.[10]

## Vereine
- Deutscher Freundschaftskreis